# 雌阿寒温泉
雌阿寒温泉（めあかんおんせん）は、北海道足寄郡足寄町にある温泉。日本国内有数の硫黄泉である。

## 泉質
- 単純硫黄泉など
  - 源泉温度 50 - 80°C。
  - 湯色は無色透明だが湯の花により白濁する。

## 温泉街
雌阿寒岳の火口から北西方の山の中腹にある。2018年（平成30年）3月現在、宿舎として山の宿 野中温泉、旧野中温泉ユースホステル（日帰り入浴のみ）、景福（休業中）がある。
「山の宿 野中温泉」は開湯100年を超える秘湯として知られる（2025年1月に後述の火災が発生した）。
「景福」は雌阿寒温泉ではなくオンネトー温泉と名乗っているが、隣接地であり泉質もほぼ同じ事から同一温泉地として扱う場合が多い。
温泉から約200メートル道路を下ったところに雌阿寒岳の主要な登山口の一つである雌阿寒温泉登山口がある。

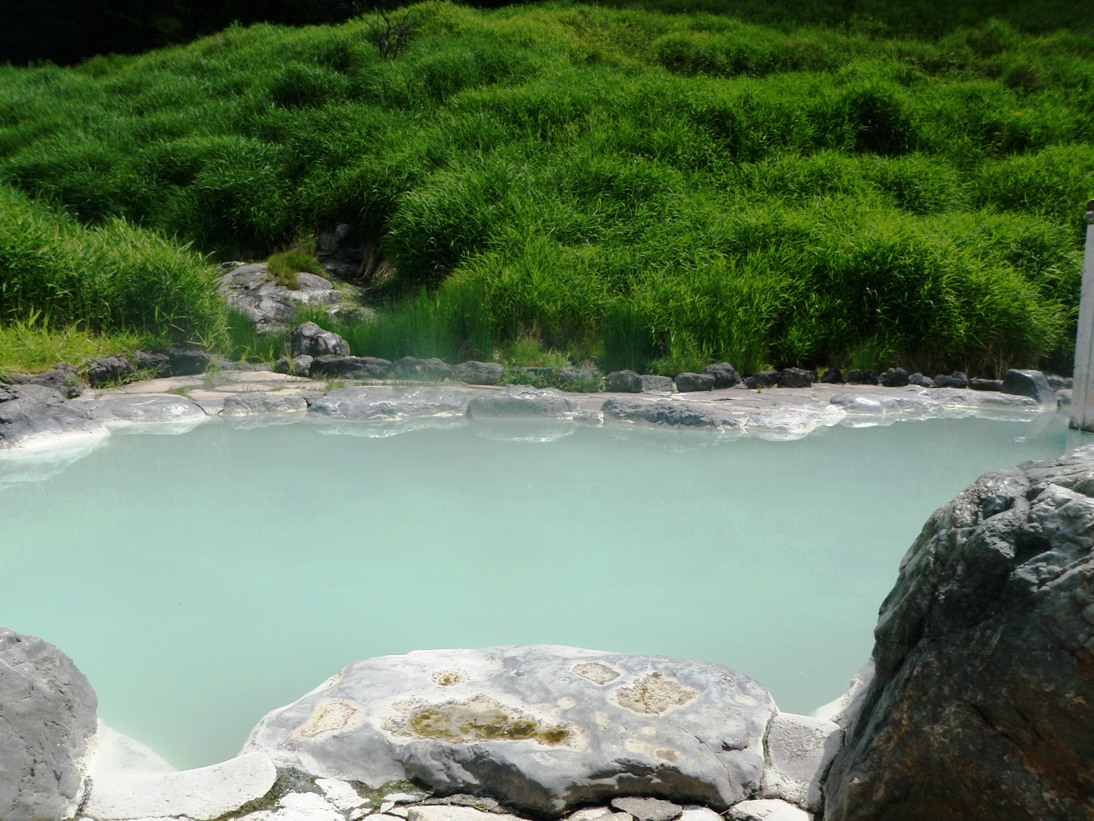
景福の混浴露天風呂

## 歴史
雌阿寒岳の西の麓ではミネラルが豊富な湯が古くから湧き、アイヌの人々が利用していたと言われる。
足寄町（オンネトー魅力創造委員会）の2018年（平成30年）の報告書によると、1913年（大正2年）に野中増次郎により開湯したという。野中一家がこの地に初めての温泉旅館を開いたのは1914年（大正3年）のことである。その後、その周囲に旅館が増えて「雌阿寒温泉」として認知され始めた。
1956年（昭和31年）にユースホステル、1958年（昭和33年）に景福、1960年（昭和35年）に国民宿舎、1963年（昭和38年）に阿寒富士荘、1969年（昭和44年）に野中温泉別館が開業した。
1973年（昭和48年）3月30日、環境庁告示第20号により国民保養温泉地に指定された。
2011年（平成23年）3月31日、野中温泉ユースホステルが宿泊業を閉業し、日帰り入浴施設となった。
2014年（平成26年）10月、「オンネトー温泉 景福」で入浴中の宿泊客が硫化水素中毒で重体となる事故が発生。このため「オンネトー温泉 景福」は自主休業中。
2025年（令和7年）1月23日、野中温泉の建物から出火。木造2階建て建物がほぼ全焼。

## アクセス
- バス：阿寒湖温泉よりバスで約20分。阿寒湖温泉まではリンク先参照。